# Hormopeza natalensis
Hormopeza natalensis är en tvåvingeart som beskrevs av Sinclair 1995. Hormopeza natalensis ingår i släktet Hormopeza och familjen dansflugor. Inga underarter finns listade i Catalogue of Life.